# Trận Hundheim
Trận Hundheim là một trận giao chiến trong cuộc Chiến tranh nước Đức năm 1866 (hay nói cách khác là cuộc Chiến tranh Bảy tuần), đã diễn ra vào ngày 23 tháng 7 năm 1866, gần Wertheim, giữa Hundheim và Steinbach tại miền Nam nước Đức. Đây là cuộc đụng độ có tầm quan trọng duy nhất giữa quân đội Phổ và Liên minh các quốc gia Đức trong cuộc vận động về bên trái của các lực lượng Phổ ngày 23 tháng 7. Trong trận chiến lẻ tẻ này, một số đơn vị thuộc sư đoàn Phổ dưới quyền chỉ huy của tướng Eduard Moritz von Flies – một phần của Binh đoàn Main dưới sự điều khiển của Trung tướng Edwin von Manteuffel đã giành chiến thắng trước một lực lượng tiền vệ của sư đoàn Baden dưới sự chỉ huy của Wilhelm xứ Baden, bất chấp lợi thế về bộ binh và pháo binh của người Baden. Thắng lợi của quân đội Phổ tại trận Hundheim đã buộc quân đội Baden phải triệt thoái với thiệt hại nặng nề hơn nhiều so với đối phương.
Sau khi đánh bại Quân đoàn VIII của Liên minh các quốc gia Đức do Alexander xứ Hesse-Darmstadt chỉ huy trong một số trận đánh, Binh đoàn Main của Phổ dưới quyền Thượng tướng Bộ binh Eduard Vogel von Falckenstein đã chiếm được Frankfurt am Main trong tháng 7 năm 1866. Ngày 19 tháng 7, tướng Manteuffel lên nhậm chức tư lệnh Binh đoàn Main thay cho Falckenstein. Trong thời điểm này, Alexander đã hội quân với người Bayern tại Würzburg, nhưng điều này đã quá trễ để đem lại lợi lộc cho quân Liên minh. Giờ đây, sau khi lực lượng của ông đã được tăng viện đáng kể, Manteuffel tiến quân từ Frankfurt vào ngày 21 tháng 7. Trong khi phe Liên minh vẫn còn suy nghĩ cân nhắc, đoàn quân của Manteuffel đã nhanh chóng hành binh về sông Tauber. Cho đến ngày 23 tháng 7 năm 1866, tình hình cho thấy là quân chủ lực của Quân đoàn VIII của Liên minh đang án ngữ về phía sau sông Tauber, sau khi để lại một số tiền đồn duy nhất ở bờ trái con sông này. Sự hiện diện của quân Liên minh bên sườn trái của Manteuffel có thể biến mục tiêu đối đầu với kẻ địch của ông thành thất sách, do đó viên tướng Phổ nhất định phải chuyển ngoặt đại quân về bên trái, với trục chuyển quân là Miltenberg, để đối chọi với chiến tuyến sông Tauber. Mặc dù quân đội Phổ buộc phải đi qua địa hình trắc trở tại Oldenwald và phải thực hiện các cuộc hành quân cấp tốc về bên phải, họ đã thành công. Các tiền đồn của quân Liên minh ở bờ trái sông Tauber đã dễ dàng bị đẩy lùi, trong đó có thể kể đến trận Hundheim, diễn ra khi một số đơn vị của sư đoàn của Flies – vốn đã được phái từ Miltenberg sang bên phải tới Hundheim để hội quân với sư đoàn của tướng August Karl von Göben, tiếp cận với đối phương.
Trong cuộc giao chiến này, giữa các lực lượng pháo binh và súng trường của hai phe, các tiểu đoàn Saxe-Coburg-Gotha đã dựa vào địa hình để che khuất điểm yếu của họ trước quân Baden. Ban đầu, quân Baden rút lui. Song, họ triệt thoái với những sự yểm trợ mạnh mẽ, và quân Phổ đã chấm dứt trận chiến sau khi kìm chân lực lượng đông đảo hơn của đối phương trong suốt một khoảng thời gian đáng kể. Sau chiến thắng này, quân của Flies đã đến được Hundheim. Hôm sau (24 tháng 7 năm 1866), trận Tauberbischofsheim và trận Werbach bùng nổ và kết thúc với việc quân đội Phổ vượt sông Tauber thành công.